# Kleigreppelmos-associatie
De kleigreppelmos-associatie (Dicranelletum variae) is een associatie uit het knopmos-verbond (Phasion). Het omvat door eutrafente topkapselmossen gedomineerde pioniervegetatie.

## Naamgeving en codering
| Dicranelletum rubrae Giocom. 1939                        |
| Mniobryo carnei-Dicranelletum variae Von Hübschmann 1975 |

- Syntaxoncode voor Nederland (rVvN): r61Aa02

De wetenschappelijke naam Dicranelletum variae is afgeleid van de botanische naam van kleigreppelmos (Dicranella varia), de belangrijkste kensoort van deze associatie.

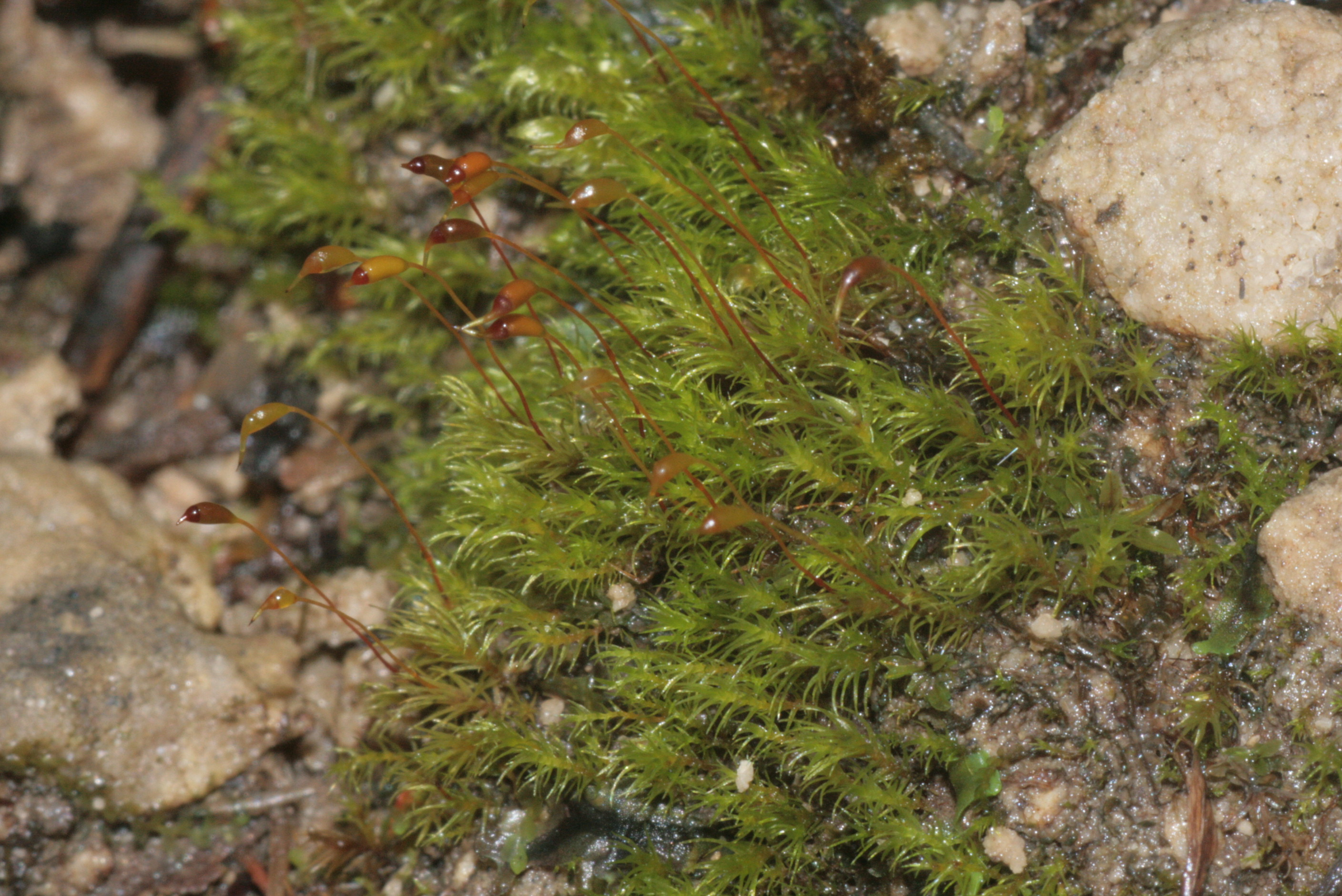
Close-up van de associatie met enkele kapselende exemplaren van kleigreppelmos, de naamgevende kensoort.

## Ecologie
De kleigreppelmos-associatie is een eutrafente gemeenschap die voorkomt op kalkrijke klei- en lössgronden. Het ontwikkelt zich dikwijls als microgemeenschap of inslaggemeenschap in open(ere) en/of ijle plekken van graslanden, akkers en ook soms ook op oevers. Ook als zelfstandige pioniervegetatie komt de kleigreppelmos-associatie voor op steilkanten en afgegraven terreinen.

## Diagnostische taxa
In de onderstaande synoptische tabel staan de belangrijkste diagnostische taxa van de kleigreppelmos-associatie.
Moslaag
| Kentaxon | Triviale naam        | Botanische naam     | Opmerking |
| -------- | -------------------- | ------------------- | --------- |
| kA       | kleigreppelmos       | Dicranella varia    |           |
| kA       | kleipeermos          | Pohlia melanodon    |           |
| kA       | kleidubbeltandmos    | Didymodon fallax    |           |
| kA       | stomp dubbeltandmos  | Didymodon tophaceus |           |
| kK       | kleismaragdsteeltje  | Barbula unguiculata |           |
| bg       | gekroesd plakkaatmos | Pellia endiviifolia |           |

## Fotogalerij

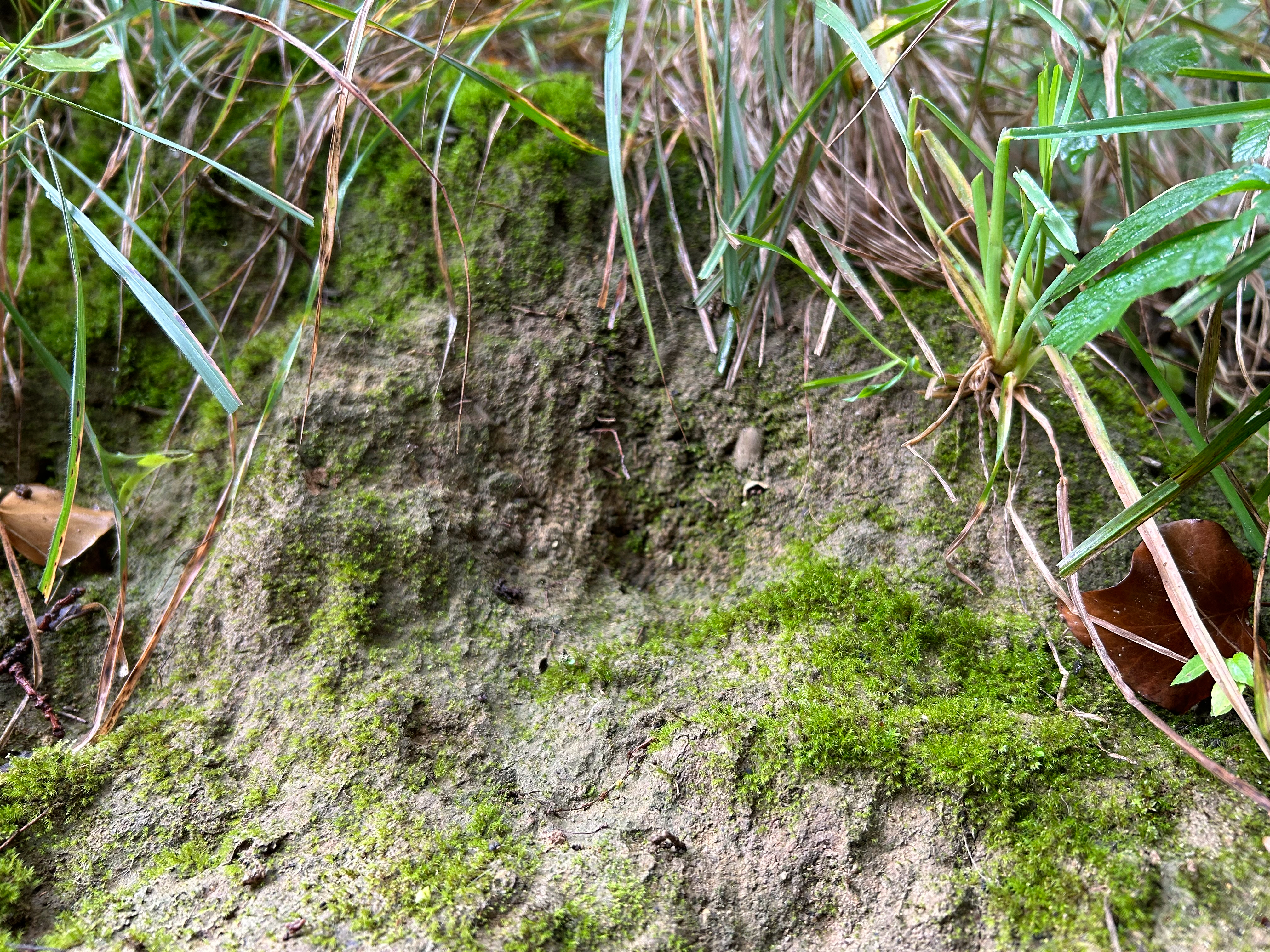
De associatie op een steilkant
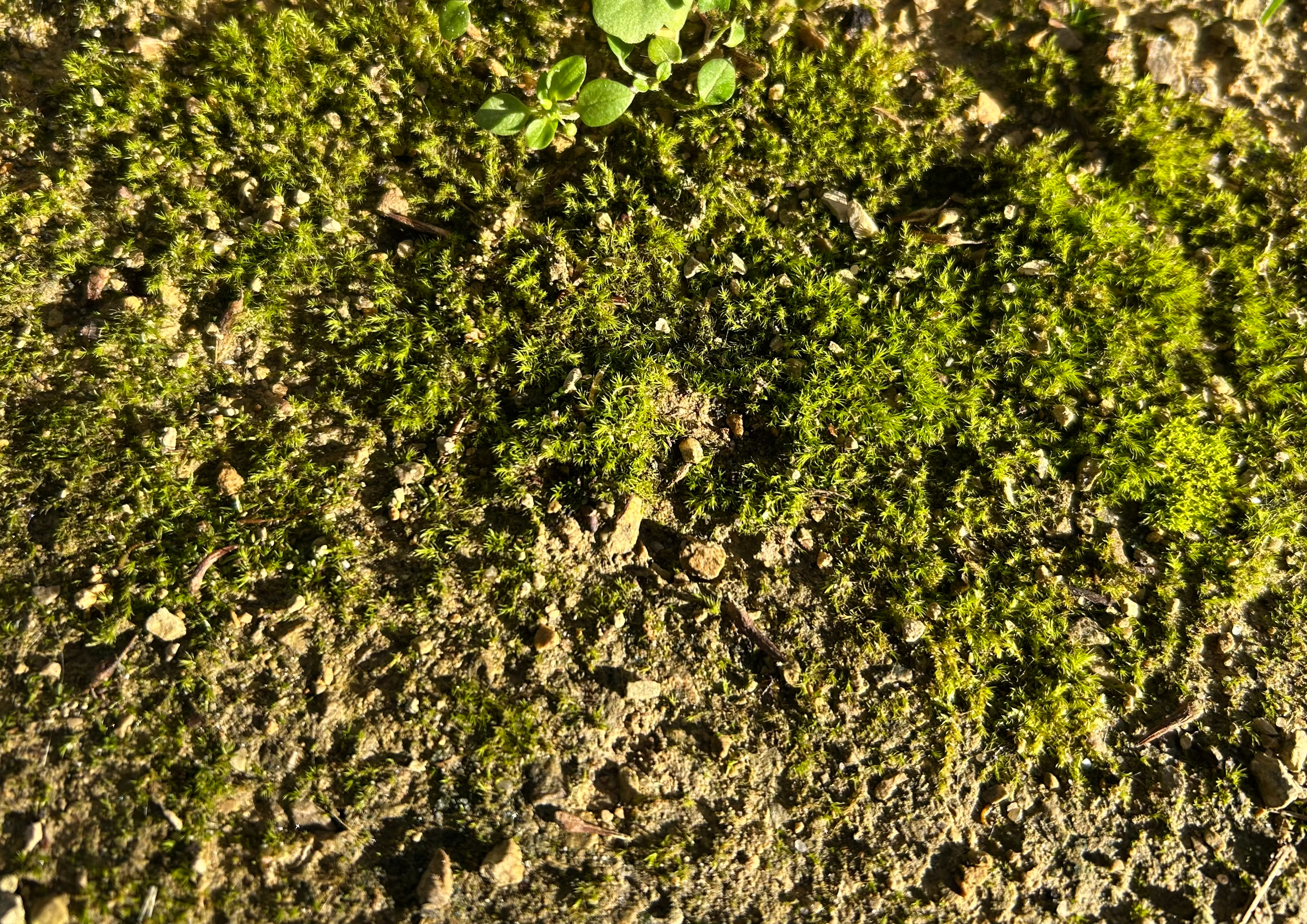
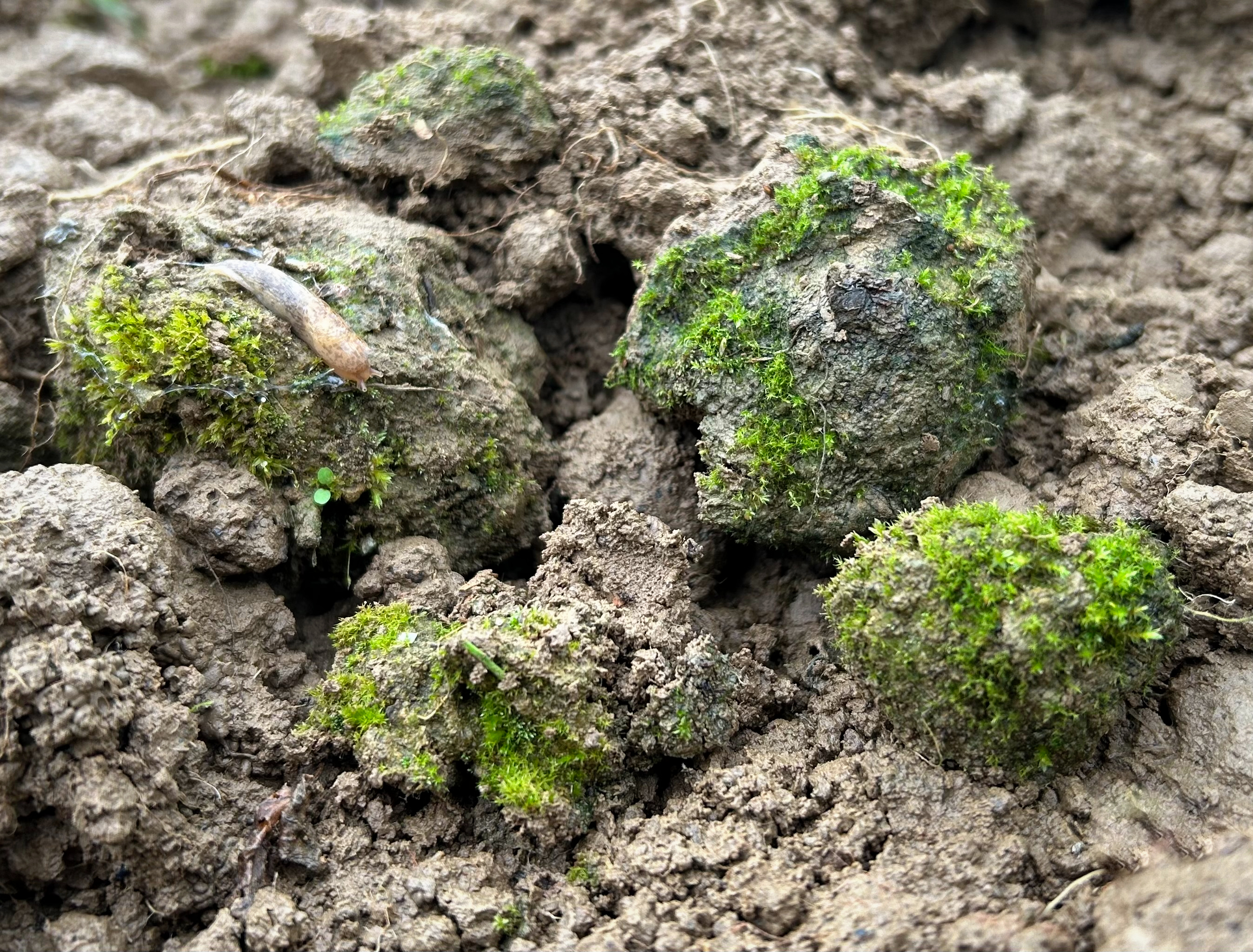
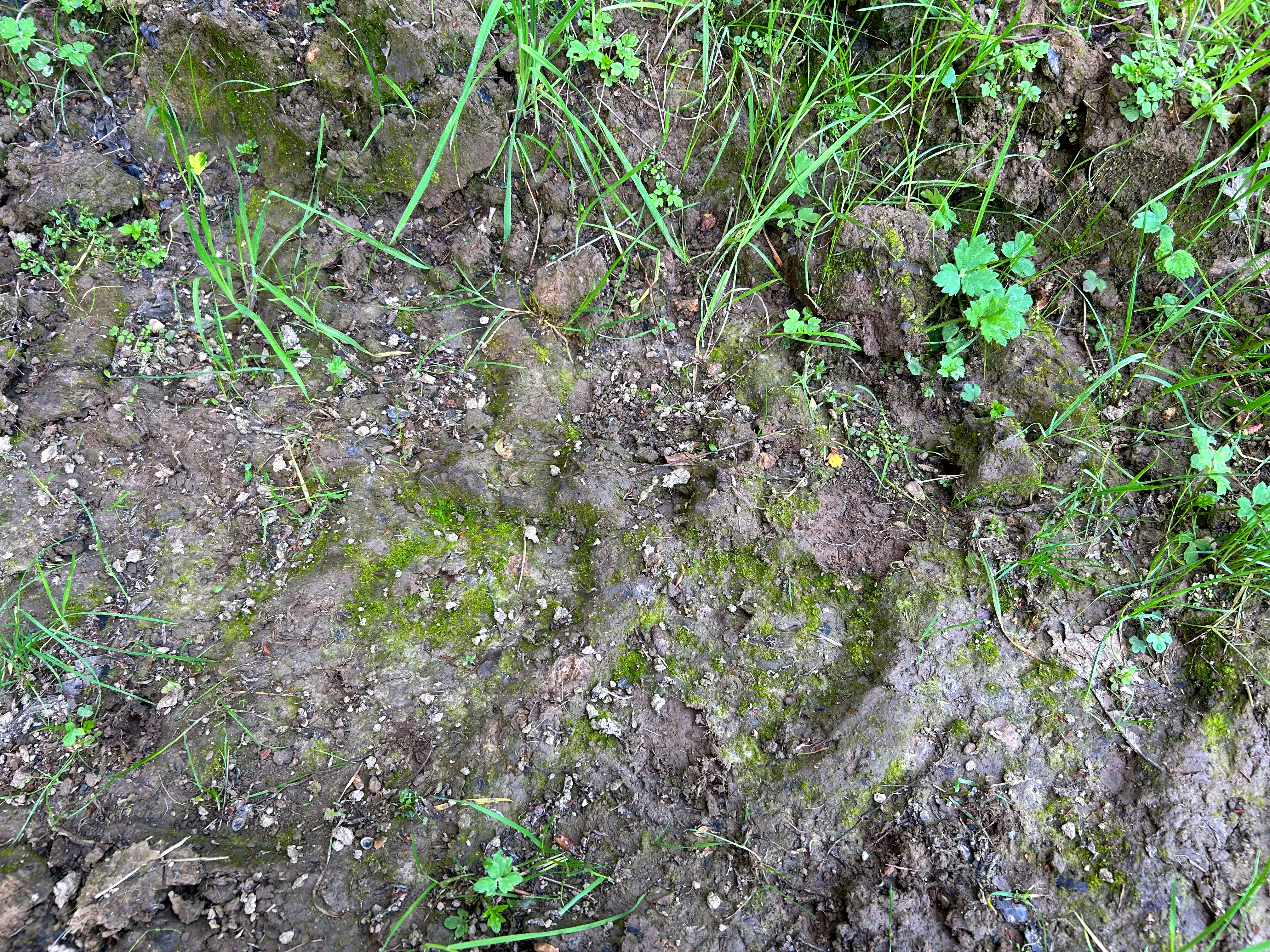